# アホの坂田 (曲)
「アホの坂田」（アホのさかた）は、コメディNo.1による楽曲。作詞は竹本浩三、作曲はキダ・タロー。

## 解説
1972年8月25日に7インチシングルレコード（規格品番：A-76）としてテイチクレコード（現・テイチクエンタテインメント）から発売された。B面は「ある恋の詩（うた）」。「アホの坂田」の呼称が坂田利夫個人を指すためか、曲のタイトルとしては「アホの坂田のテーマ」と紹介されることが多いが、正式タイトルはあくまで「アホの坂田」である。また、坂田のソロ曲ではなく相方の前田五郎を含めたコンビ名義の作品である。後年に至るまで、バラエティ番組での坂田の登場シーンで度々使用されていた。
主な歌唱パートはすべて前田が担当し（サビはバックコーラスのみ）、坂田は合間に前田との掛け合いのセリフを言うだけである。冒頭、行進曲調のリズムに乗って「メキシカン・ハット・ダンス」と呼ばれるメキシコの舞踊民謡（ハラベ・タパティオ）の典型的フレーズで構成されたファンファーレとともに「アホ、アホ、アホの坂田」と連呼する荘厳でクラシカルな男女混声の合唱が流れた直後、ヴァースのパートに入った途端、寄席囃子に使われる当たり鉦と演歌的なクリーントーンのエレクトリック・ギターの単音が加わったラグタイム調のゆるやかなシャッフルビートに合わせて、メロディが陽性の五音音階に変わることで、滑稽な落差を生む編曲となっている。キダは坂田をフィーチャーしたこの曲を作る際「アホ、アホ、アホ、アホ」と繰り返しているうちに、かつて自身が進駐軍専用キャバレーでリクエストに応じて演奏していた「メキシカン・ハット・ダンス」のメロディが思い出され、この編曲になったという。

## エピソード
この曲のヒットの影響で姓が「坂田」の人が「アホの坂田」と呼ばれる社会現象が発生してしまい、いじめを懸念した大阪府教育委員会から放送局への申し入れによって放送が自粛となりレコードも廃盤された。なお廃盤までに6万枚を売り上げ、テイチクレコードのヒット賞を受賞している。
また、ちょうどこの年には選抜高等学校野球大会の入場行進曲にもこの曲の採用が検討されていたが、これらの事情により取り消しになったとの説もある（代わりに選ばれたのが水前寺清子の「365歩のマーチ」だった）。

## 収録CDアルバム
「エンタの歌道」(テイチク、廃盤)に収録されたが、「浪花のモーツァルト キダ・タローのすべて」（SLC、廃盤）および「浪花のモーツァルト キダ・タローのほんまにすべて」（アップフロントワークス）に収録された際はいずれもシングル盤をマスター音源としていると思われるノイズが聴こえる。